# John E. Miller (General)

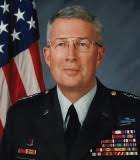
John E. Miller

John Edward Miller (* 8. Mai 1941 in Paragould, Greene County, Arkansas) ist ein pensionierter Generalleutnant der United States Army.
Über das ROTC-Programm der Missouri State University gelangte Miller im Jahr 1963 in das Offizierskorps des US-Heeres. Dort wurde er als Leutnant der Infanterie zugeteilt. In der Armee durchlief er anschließend alle Offiziersränge vom Leutnant bis zum Drei-Sterne-General.
In seinen jüngeren Jahren absolvierte er den für Offiziere in den niederen Rangstufen üblichen Dienst in verschiedenen Einheiten und Standorten. Im weiteren Verlauf seiner Laufbahn kommandierte er Einheiten auf fast allen militärischen Ebenen und war als Dozent unter anderem am Command and General Staff College tätig. Zwischenzeitlich wurde er auch als Stabsoffizier eingesetzt. Er absolvierte die meisten militärischen Schulen wozu auch das War College gehörte. Zudem erhielt er akademische Grade vom Georgia Institute of Technology und der Yale University.
In den 1960er Jahren war er zwei Mal im Vietnamkrieg eingesetzt. Bei seinem ersten Einsatz war er Kommandeur einer Kompanie und beim zweiten Einsatz gehörte er einer Beratergruppe für das südvietnamesische Militär an. In der Folge war Miller unter anderem in Deutschland stationiert, wo er Stabsoffizier bei der 8. Infanteriedivision war. Dann kommandierte er eine Brigade der 9. Infanteriedivision in Fort Lewis. Bei dieser Division war er anschließend als Stabschef tätig. Zwischenzeitlich fungierte er als Stabsoffizier beim United States Army Training and Doctrine Command (TRADOC).
Von Juli 1991 bis Juli 1993 hatte John Miller als Nachfolger von J. H. Binford Peay III. das Kommando über die 101. Luftlandedivision. Anschließend kommandierte er zwischen dem 27. Juli 1993 und dem 19. Juli 1995 die Militärschulen in Fort Leavenworth, zu denen auch das Command and General Staff College gehörte. Dort war er in früheren Jahren auch als Dozent und Stabsoffizier tätig gewesen. Nach seinem Kommando über diesen militärischen Schulbezirk wurde John Miller stellvertretender Kommandeur des TRADOC. Dieses Amt bekleidete er bis zu seinem Ausscheiden aus dem aktiven Militärdienst im Juli 1997.
Nach dem Ende seiner Militärzeit war Miller sieben Jahre lang im Vorstand der Firma Oracle Corporations tätig. Anschließend gehörte er verschiedenen Ausschüssen und Stiftungen in den Bereichen nationale Sicherheit und Militärwesen an. Heute ist er Kurator der Stiftung US Army Command and Staff College Foundation. 

## Orden und Auszeichnungen
John Miller erhielt im Lauf seiner militärischen Laufbahn unter anderem folgende Auszeichnungen:
- Army Distinguished Service Medal
- Silver Star
- Legion of Merit
- Soldier’s Medal
- Bronze Star Medal
- Purple Heart
- Meritorious Service Medal
- Air Medal
- Army Commendation Medal
- Army Achievement Medal